# Alf von Sievers
Alf von Sievers (* 1906 oder 1907 in Sachsenwald bei Euseküll als Alf Walter Arved von Sivers; † 5. März oder 1. April 1946 in Frankfurt am Main) war ein deutscher Film- und Theaterschauspieler und Regisseur.

## Leben
Alf von Sievers arbeitete als Theaterschauspieler und -regisseur. In der Spielzeit 1933/34 war er Teil des Ensembles des Thalia-Theaters in Hamburg, 1938 spielte er in Berlin sowohl im Komödienhaus als auch in der Sommerspielzeit im Theater in der Behrenstraße. Ab  Ende der 1930er Jahre spielte er schließlich in Frankfurt am Main, zum Beispiel am Kleinen Haus.
Von Sievers übernahm in den 1930er Jahren auch einige Filmrollen, vornehmlich in Kurzfilmen. Er war zuerst auch in der Oscar-Wilde-Verfilmung Eine Frau ohne Bedeutung für die Rolle des Gerald Arbuthnot vorgesehen, diese ging jedoch schließlich an Albert Lieven.
Alf von Sievers war verheiratet mit der Tänzerin Aenne Frohmann, ihr gemeinsamer Sohn hieß Hubertus. Claere Guttsmann, die Schwester von Grete Sultan, betreute diesen im Sommer 1943 als Kindermädchen bei seinen Großeltern bei Posen. Da sie einen Decknamen benutzte, wusste Familie von Sivers nicht, dass sie Jüdin war. Sie wurde im September desselben Jahres verhaftet und einen Monat später im KZ Auschwitz-Birkenau ermordet. Von Sievers bezeichnete sie in einem Brief an die Familie als „ein beklagenswertes Opfer dieser Zeit der Unmenschen“.
Alf von Sievers starb 1946 bei einem Verkehrsunfall. Er soll sich auf dem Fahrrad auf dem Weg zum Theater befunden haben, als er von einem Jeep erfasst wurde.

## Theaterstücke (Auswahl)
- 1933/34: Der Sturm als Aladin (Bearbeitung und Regie: Erich Ziegel, Thalia-Theater Hamburg)[5]
- 1934: Festgefahren (Buch: G.B.Shaw, Regie: Paul Mundorf, Thalia-Theater)[6]
- 1939: Vor allem Ernst! (Übersetzung: Ernst Sander, Regie: Herbert Wahlen, Kleines Haus, Frankfurt)[12]
- 1945: Ingeborg (Buch: Curt Goetz, Schauspiel Frankfurt)[13]

## Filmografie
- 1935: ... nur ein Komödiant / Lachen am Freibad
- 1936: Rendezvous im Paradies (Skeppsbrutne Max) (Schwedisch-Österreichische Koproduktion)
- 1937: Die perfekte Sekretärin (Kurzfilm)
- 1937: Kleine Nachtkomödie (Kurzfilm)
- 1937: Das Wiener Modell (Kurzfilm)
- 1938: Du und ich